# Paul Nikolaus Cossmann
Paul Nikolaus Cossmann (* 6. April 1869 in Moskau oder Baden-Baden; † 19. Oktober 1942 im KZ Theresienstadt) war ein deutscher politischer Schriftsteller und Redakteur.

## Leben und Wirken
Cossmann wurde 1869 als Sohn des jüdischen Cellisten Bernhard Cossmann geboren. 1905 konvertierte er zum Christentum und ließ sich katholisch taufen. Ab 1887 studierte er an der Friedrich-Wilhelms-Universität Berlin. Nach dem Ende seiner Studien ließ er sich 1893 als Privatgelehrter in München nieder, wo er freundschaftliche Bande zu Geistesgrößen der Bayernmetropole wie Oswald Spengler knüpfte. Er war auch mit dem Komponisten Hans Pfitzner befreundet. 1898 erschien ein vielbeachteter Band Aphorismen, der das Lob von Kritikern wie Karl Emil Franzos und Lou Andreas-Salomé sowie des jungen Rilke („... das geistreichste Buch dieser Art, das seit langem erschienen“) fand.
Seit 1904 fungierte Cossmann als Herausgeber der von ihm mitbegründeten Süddeutschen Monatshefte. Auf dem Titelblatt der Zeitschrift waren seit mindestens 1905 u. a. Joseph Hofmiller, Friedrich Naumann und Hans Pfitzner als ständige Mitarbeiter verzeichnet. Daneben steuerte Cossmann Artikel für die Münchener Neuesten Nachrichten bei. Politisch stand er in der Zeit des Kaiserreiches nationalliberalen Positionen nahe. Ab 1914 war der mit ihm befreundete Karl Alexander von Müller Mitherausgeber der Monatshefte. Mit Beginn des Ersten Weltkrieges baute Cossmann mit Müller die Zeitschrift zu einem führenden Organ des militanten Nationalismus aus. Er unterstützte die kriegstreibenden Kräfte um Alfred von Tirpitz und Erich Ludendorff und bekämpfte die gemäßigten Kräfte in Politik und Militär, so auch den Reichskanzler Theobald von Bethmann Hollweg.
Während des Krieges wandte sich Cossmann unter dem Einfluss der Kriegspropaganda von seinen früheren liberalen Überzeugungen ab, um sich mit der Zeit immer weiter radikalisierende, konservativ-monarchistische Anschauungen zu vertreten. Nach der deutschen Kriegsniederlage im Herbst 1918 und dem Zusammenbruch der Monarchie durch die Novemberrevolution trat Cossmann bald als einer der energischsten publizistischen Verfechter der Dolchstoßlegende in Erscheinung. Diese historisch heute als widerlegt geltende, in der Zeit von 1919 bis 1945 weithin verbreitete Behauptung besagte, dass die deutsche Kriegsniederlage nicht die Folge einer militärischen Unterlegenheit des Deutschen Reiches seinen Gegnern gegenüber gewesen sei, sondern durch den Verrat von heimtückischen – vornehmlich sozialdemokratisch-kommunistisch-gewerkschaftlich-jüdischen – Kräften in der Heimat herbeigeführt worden sei, die dem unbesiegten Heer in den Rücken gefallen seien: also durch die Opposition im Reichstag und durch den Streik der Arbeiter in den Munitionsfabriken Anfang 1918.
Während der Zeit der Weimarer Republik trat Cossmann als einer der schärfsten Kritiker der Kriegsschuldfrage, des Friedensvertrages von Versailles sowie der Staatsform der demokratischen Republik überhaupt auf. Niewyk weist in seiner Studie zum Judentum in der Weimarer Republik mit besonderer Betonung auf den Umstand hin, dass Cossmann der einzige prominente deutsche Ex-Jude der Weimarer Zeit war, der sich auf die Seite der radikalen Gegner der Republik von rechts stellte. Außerdem vermerkt er das paradoxe Phänomen, dass Cossmann trotz seiner jüdischen Abstammung antisemitische Auffassungen vertrat, also die Ausnahmeerscheinung eines jüdischen Antisemiten darstellte.
Im Jahre 1922 stand Cossmann an der Spitze einer Kampagne gegen den Journalisten Felix Fechenbach wegen angeblichen Landesverrats, die als „Fechenbach-Affäre“ bezeichnet wird. Fechenbach wurde vom Münchner Volksgericht zu elf Jahren Zuchthaus und zehn Jahren Ehrverlust verurteilt.
Für reichsweites Aufsehen sorgte der Dolchstoßprozess vom Oktober/November 1925, in dessen Mittelpunkt Cossmann und der sozialdemokratische Journalist Martin Gruber standen: Gruber hatte die von Cossmann in den Süddeutschen Monatsheften verbreitete These von der deutschen Kriegsniederlage infolge von Verrat durch die Heimat in einem Zeitungsartikel als „Geschichtsverfälschung“ attackiert, woraufhin Cossmann Gruber wegen Beleidigung verklagte. In dem Verfahren, das sich zu einer Generaldebatte über die Gründe der Kriegsniederlage von 1918 ausweitete, wurde Gruber für schuldig befunden und mit einer Geldbuße von 3000 Reichsmark belegt.
Hitler und den Nationalsozialismus lehnte Cossmann aufgrund seiner katholischen Überzeugungen strikt ab. In den späten 1920er und frühen 1930er Jahren unterstützte er den publizistischen Kampf der Münchner Neuesten Nachrichten gegen die aufstrebende NSDAP. In den ersten Monaten nach der nationalsozialistischen Machtübernahme in Berlin strebte Cossmann danach, einer regionalen Machtergreifung in Bayern durch eine Rückkehr zur monarchistischen Verfassung unter einem als König eingesetzten Kronprinzen Rupprecht den Riegel vorzuschieben. Dieser Plan zerschlug sich durch die staatsstreichartige Einsetzung von Franz von Epp als Reichsstatthalter in München.
Als unliebsamer politischer Opponent des NS-Staates und „Jude“ wurde Cossmann am 5. April 1933 während eines Aufenthalts in Bad Wörishofen von der Gestapo in Haft genommen. Cossmann wurde die Leitung der Süddeutschen Monatshefte entzogen. Ein Teil seiner Freunde und politischen Weggefährten, darunter Hans Pfitzner und Franz Gürtner, setzten sich anfangs für ihn ein, konnten sich aber gegenüber der NSDAP und Reinhard Heydrich  nicht durchsetzen, die in den monarchistischen Bestrebungen eine Gefahr für den Nationalsozialismus sahen. Der Historiker Karl Alexander von Müller behauptete später, dass er auch zu den Helfern Cossmanns gehört habe, wofür es nach Ansicht seines Biographen keinen Beleg gibt. Die Freunde „liessen ihn dann fallen“ und machten in der Zeit des Nationalsozialismus außerordentliche Karrieren. Nachdem Cossmann im Jahr 1934 freigekommen war, zog er sich vollständig zurück. 1938 wurde Cossmann bei den Novemberpogromen erneut verhaftet. 1941 wurde er in das Sammellager Berg am Laim eingewiesen und 1942 ins KZ Theresienstadt deportiert, wo er im Oktober desselben Jahres im dortigen Krankenhaus starb.

## Schriften
- Aphorismen, 1898. Als Neuausgabe Hrsg. und mit einem Nachwort von Yannik Behme, Wehrhahn Verlag, Hannover 2015 ISBN 978-3-86525-441-2.[7]
- Elemente der empirischen Teleologie, 1899.
- Hans Pfitzner, 1904.
- Ein Jahr russische Revolution, 1918. (Mit Maxim Gorki)
- Kriegsgefangen in Skipton, 1920. (mit Fritz Sachse)
- Die deutschen Träumer. Gesammelte Aufsätze von Paul Nikolaus Cossmann und Karl Alexander von Müller. 1925
- Der Dolchstoßprozess in München. Oktober-November 1925, 1925